# Computer & Automation
Computer & Automation (Eigenschreibweise: Computer & AUTOMATION) ist eine deutsche Fachzeitschrift  der WEKA Holding.

## Inhalt
Die Zeitschrift wird seit November 1998 monatlich verlegt und berichtet über Themen der Automatisierungspyramide in der Fertigungs- und Prozessindustrie. Dabei wird der Themenbereich von der überlagerten Produktionsebene über die Steuerungsebene bis hin zu Sensoren und Aktoren der Feldebene abgedeckt.
In jeder zweiten Ausgabe ergänzt das Heft-im-Heft „Process+Hybrid“ die Berichterstattung aus der Prozesstechnik. Die Zeitschrift ist nicht im freien Handel erhältlich, der Vertrieb erfolgt im Abonnement.
In einem Anbieterverzeichnis sind rund 10.000 Unternehmen und etwa 800 Produktkategorien verzeichnet. Das Lexikon umfasst rund 26.000 Fachbegriffe und Abkürzungen aus Elektronik, Informationstechnik, Physik, Logistik, Betriebswirtschaft, Unternehmensführung oder -finanzierung sowie der Medientechnik.
Der Online-Auftritt der Zeitschrift informiert mit Meldungen zum aktuellen Geschehen in der Branche, Fachartikeln, Whitepapers, Produktmeldungen, wöchentlichem Newsletter sowie wechselnden Themenspezialen.